# 24899 Dominiona
24899 Dominiona è un asteroide della fascia principale. Scoperto nel 1997, presenta un'orbita caratterizzata da un semiasse maggiore pari a 2,3520623 UA e da un'eccentricità di 0,1402002, inclinata di 5,00465° rispetto all'eclittica.